# Аустразија
Аустразија је било име североисточног дела Франачке у периоду меровиншких краљева, за разлику од Неустрије, која се налазила на северозападу. Обухватала је територије данашње источне Француске, западне Немачке, Белгије, Луксембурга и Холандије. Мец је био главна престоница Аустразије иако су неки аустраски краљеви владали такође и из Ремса.
Године 567, Аустразија је постала засебно краљевство унутар Франачког краљевства и њим је владао Сигеберт I. Током 7. и 8. века то је била упоришна тачка из које су Каролинзи, оригинално мајордоми палате од Аустразије, преузели владавину над свим Францима, Свим Галима, већином Немачке, и Северне Италије. Након тог периода унификације, сад већа Франачка империја је поново подељена између источних и западних подкраљевстава, при чему је нова верзија исторчног краљевства коначно постала основа Немачког краљевств.

## Име
Име Аустразија није екстензивно потврђено у Меровинском периоду. То је латинизација старофраначког имена које је први пут записао Гргур Турски 580. године и затим Ајмоин 1000. године. Попут имена Аустрија, оно садржи реч за „исток”, тј. има значење „источна земља” да би се описала оригинална територија Франака у контрасту са називом Неустрија, „западна земља” у освајању Кловиса I северне Галије након битке код Соасона из 486.

## Историја
Након смрти франачког краља Хлодовеха 511. године, његово краљевство је било подељено између његова четири сина. Теудерих I је добио земље које су касније постале Аустразија. Теудерихови потомци су владали Аустразијом све до 555. године, када је ово краљевство било уједињено са другим франачким краљевствима Хлотара I који је до 588. године наследио све франачке поседе. Хлотар је међутим, опет поделио своју краљевину на своја четири сина, међутим, са смрћу Хариберта I 567, од четири, настало је три краљевства: Аустразија под Зигебертом I, Неустрија под Хилперихом I, и Бургундија под Гунтрамом. Ова три краљевства су дефинисала политичку поделу Франачке све до успона Каролинга.
Од 567. године па све до смрти Зигеберта II, Неустрија и Аустразија су биле у сукобу, док је Бургундија имала улогу миротворца у њиховим међусобним сукобима. Ове борбе су достигле врхунац у ратовима између Брунхилде, краљице Аустразије и Фредегунде, краљице Неустрије. Коначно 613, године, аустрасијско племство се побунило против Брунхилде, издало је и предало у руке Хлотара II, краља Неустрије и Фредегундиног сина. Хлотар је затим преузео контролу и над другим двају краљевствима и поново успоставио уједињено Франачко краљевство са седиштем у Паризу. У то доба су се појавили и први дворски мајордоми (лат. majores domus). Улога мајордома је била у посредовању између краља и народа у сваком од поседа. Први аустразијски мајордоми су били из породице Пипинида која је полако али сигурно стицала моћ док на крају није сменила династију Меровинга на престолу.
Године 623. Аустразијанци су затражили од Хлотара II да им да њиховог сопственог краља, тако да је Хлотар именовао свог сина, Дагоберта I за краља Аустразије, а Пипина Ланденског као регента. Дагобертова владавина у Аустразији била је веома цењена и поштована. Године 629. Дагоберт је наследио и Неустрију и Бургундију. Аустразија је опет постала део уједињене Франачке краљевине, све до 633. када је народ Аустразије поново затражио од краља да им да њиховог сопственог краља, што је овај и учинио. Дагоберт је послао свог старијег сина Зигеберта III у Аустразију. Многи историчари се слажу да је Зигеберт био први у низу "лењих краљева" (фр. roi fainéant) Меровиншке династије. Његовим двором владали су мајордоми. Године 657, мајордом Гримоалд Старији успео је да постави на престо свог сина Хилдеберта Усвојеног на престо, на ком је овај остао до 662. године.
Од тада па на даље, Аустразија је била под влашћу мајордома из династије Пипинида. У бици код Тертрија 687, Пипин Херисталски је победио Теудериха III, краља Неустрије, и постао мајордом у свим осталим франачким краљевствима. Његови савременици су овај моменат називали и „почетком његовог краљевања“. Такође је наглашена доминација Аустразије над Неустријом која је трајала све до краја владавине Меровинга. Године 718, Карло Мартел — са подршком која му је долазила из Аустразије у рату са Неустријом у коме се свака страна борила за уједињење Франачке под сопственом доминацијом — именовао је Хлотара IV за краља Аустразије. Хлотар је био последњи франачки владар који није владао свим Францима. године 719. Франачка је дефинитивно уједињена под аустразијском хегемонијом.
Под Каролинзима и касније, Аустразијом се често називао источни део франачког каролиншког краљевства.

## Меровиншкивладари Аустразије
- Теудерих I (511——533)
- Теудеберт I (533—548)
- Теудебард (548—555)
- Хлотар I (555—561)[5][6][7]
- Зигеберт I (561—575)
- Хилдеберт II (575—595)
- Теудеберт II (595—612)
- Теудерих II (612—613)
- Зигеберт II (613)
- Хлотар II (613—623)[8]
- Дагоберт I (623—634)
- Зигеберт III (634—656)
- Хилдеберт Усвојени (656—661)
- Хлотар III (661—662)
- Хилдерих II (662—675)
- Дагоберт II (675—679)
- Теудерих III (679—691)
- Хлодовех IV (691—695)
- Хилдеберт III (695—711)
- Дагоберт III (711—715)
- Хилперих II (715—717)
- Хлотар IV (717—720)
- Хилперих II (720—721) (опет)
- Теудерих IV (721—737)
- Хилдерих III (743—751)

### Мајордоми аустразијског двора
- Партемије до 548.
- Гого (567—581)
- Вандаленус од 581.
- Гундулф од 600.
- Ландарих до 612.
- Варнахар (612—617)
- Иго (617—623)
- Пипин I (623—629)
- Адалгисел (633—639)
- Пипин I (639—640) (опет)
- Ото (640—643)
- Гримоалд I (643—656)
- Вилфоалд (656—680)
- Пипин II, (680—714)
- Теудоалд (714—715)
- Карло Мартел (715—741)
- Карломан (741—747)[9][10]
- Пипин III (747—751)[11][12]